# 阿内尔
阿内尔（法語：Anères，法語發音：[anɛʁ]）是法国上比利牛斯省的一个市镇，属于巴涅尔德比戈尔区。

## 地理
阿内尔（43°4'7"N, 0°27'53"E）面积2.66 平方千米，位于法国奧克西塔尼大區上比利牛斯省，该省份为法国西南部内陆省份，北至热尔省，西接大西洋比利牛斯省，南与西班牙接壤，东临上加龙省。
与阿内尔接壤的市镇（或旧市镇、城区）包括：内斯特河畔圣洛朗、比祖、欧塔热、内斯捷、蒂扎盖。

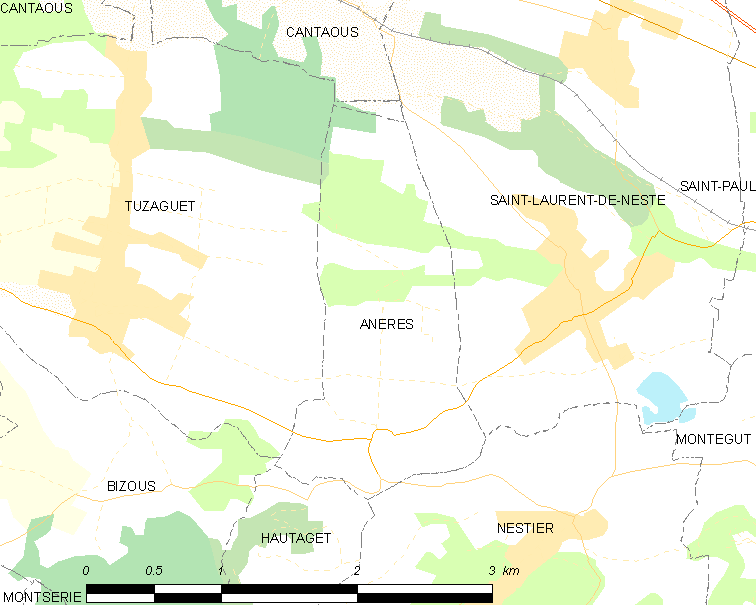
阿内尔的OSM定位图

阿内尔的时区为UTC+01:00、UTC+02:00（夏令时）。

## 行政
阿内尔的邮政编码为65150，INSEE市镇编码为65009。

## 政治
阿内尔所属的省级选区为巴鲁斯谷县。

## 人口

1962-2008年间阿内尔人口变化图示

阿内尔于2022年1月1日时的人口数量为168人。